# Bulimulus wolfi
Bulimulus wolfi é uma espécie de gastrópode da família Orthalicidae.
É endémica do Equador.
Os seus habitats naturais são: matagal árido tropical ou subtropical e campos de gramíneas subtropicais ou tropicais secos de baixa altitude.
Está ameaçada de extinção por perda de habitat.